# I Krajowe Zawody Balonów Wolnych o Puchar im. płk. Aleksandra Wańkowicza
I Krajowe Zawody Balonów Wolnych o Puchar im. płk. Aleksandra Wańkowicza – pierwsze w Polsce zawody balonowe zorganizowane w dniu 25 października 1925 roku.

## Historia
Organizatorami I Krajowych Zawodów Balonów Wolnych o Puchar im. płk. Aleksandra Wańkowicza były: Departament IV Żeglugi Powietrznej w Ministerstwie Spraw Wojskowych oraz Okręg Stołeczny LOPP. Regulamin zawodów był  wzorowany na Międzynarodowych Zawodach Balonowych o Puchar im. Gordona Bennetta. Zwycięzcą zostawała załoga balonu, która pokonała jak największą odległość w linii prostej od miejsca startu do miejsca lądowania w granicach kraju w jak najkrótszym czasie. W I edycji zawodów regulamin zakazywał lądować bliżej niż 15 km od granicy kraju.  
Oficerowie  jednostek balonowych postanowili, że na cześć pierwszego szefa wojsk balonowych w Polsce pułkownika  Aleksandra Wańkowicza nagrodę przechodnią postanowiono nazwać jego imieniem. 
Balony napełniono z butli z wodorem sprężonym pochodzącym z elektrolitycznej wytwórni wojskowej wodoru w Jabłonnie. 
W zawodach wystartowały z lotniska w Mokotowie tylko 3 balony: Warszawa, Kraków i Poznań. O ile dwa pierwsze zostały zakupione Polska Wojskowa Misja Zakupów zakupiła w 1919 r. we Francji, balon Poznań wykonały Centralne Zakłady Balonowe w Jabłonnie. Zawody rozpoczęły się o godzinie 12.00. Jako pierwszy o 12.45 wystartował balon Kraków. Mało brakowało, aby silny podmuch wiatru zepchnął balon na linię energetyczną, ale szybkie zrzucenie balastu uniosło balon na wysokość 1000 metrów. Balon odleciał w kierunku północno–wschodnim. Załoga zdecydowała się wylądować ok. 2 km przed granicą we wsi Szablaki. Przy pomocy miejscowej ludności piloci spakowali powłokę balonu, a po noclegu w nadleśnictwie w kolejnym dniu odjechali do Warszawy.
Balon Warszawa wystartował w deszczu o 13:53. Początkowo załoga leciała na wysokości 700 metrów, potem balon wzniósł się, ale lot utrudniał podający deszcz. Obawiając się przekroczenia granicy załoga władowała po zapadnięciu zmroku o 16:48. Ponieważ nikogo nie było w pobliżu, piloci świecąc latarkami i trąbiąc wzywali pomocy. po chwili zostali otoczeni przez żołnierzy służby granicznej. Jak się okazało, byli 2 km od granicy. Po wyjaśnieniach otrzymali pomoc w spakowaniu powłoki balonu, a komendant straży celnej odwiózł ich do Kolna.
Balon Poznań wystartował o 13:36. Po zmroku wylądował w okolicy Janowa. Pilotów powitali mieszkańcy wsi z wójtem, księdzem i miejscowym nauczycielem na czele. Pomogli im spakować balon, a po noclegu w domu wójta piloci przez Łomżę odjechali do Warszawy.
Załogi balonów Warszawa i Poznań podczas przelotu nad miasteczkami i wsiami zrzucały ulotki reklamujące LOPP i „Tygodnik akademicki”.

## Wyniki
Miejsce lądowania ustalano na podstawie zaświadczeń wydanych w urzędach, a czas trwania lotu wskazały barogramy wysokościowe (w zaplombowanych wysokościomierzach) zabrane przez zawodników. Posiedzenie komitetu organizacyjnego odbyło się 29 października. Ponieważ największą szybkość uzyskała załoga balonu Poznań, nagrodę przyznano porucznikom Zakrzewskiemu i Januszowi. 
| Zajęte miejsce | Nazwa balonuPojemność | Załoga pilot pomocnik pilota                | Czas lotu | Szybkość lotu | km  | Miejsce lądowania |
| -------------- | --------------------- | ------------------------------------------- | --------- | ------------- | --- | ----------------- |
| 1.             | Poznań 750 m³         | porucznik Jan Zakrzewski por. Antoni Janusz | 2:47      | 51 km/h       | 142 | Janowo            |
| 2.             | Warszawa 750 m³       | por. Jerzy Kowalski por. Kazimierz Mensch   | 2:58      | 50 km/h       | 245 | Wincenta          |
| 3.             | Kraków750 m³          | kpt Piotr Kamieński por. Zbigniew Burzyński | 3:15      | 45 km/h       | 147 | Szablaki          |

## Nagrody
Srebrny puchar przechodni otrzymała załoga balonu Poznań z baonu balonowego w Toruniu. Komitet stołeczny LOPP przekazał zwycięzcy w formie dodatkowej nagrody marmurowy przycisk ze srebrnym orłem, a pozostałym załogom srebrne żetony. Nagrody wręczono w dniu 15 listopada  w Zarządzie Głównym LOPP. W uroczystości wzięli udział między innymi: gen. Zagórski, prezes  Okręgu Stołecznego LOPP Stanisław Falkiewicz, płk Wańkowicz oraz płk Bołsunowski.  